# Топография
Топогра́фия (др.-греч. τόπος — «место» и γράφω — «пишу») — научная дисциплина, изучающая методы изображения географических и геометрических элементов местности на основе съёмочных работ (наземных, с воздуха или из космоса) и создания на их основе топографических карт и планов.
Топография может быть рассмотрена и как самостоятельный раздел картографии, изучающий проблемы картографирования территорий, и как раздел геодезии, посвящённый вопросам проведения измерений для определения геометрических характеристик объектов на земной поверхности.
В сферу интересов топографии входят вопросы содержания топографических карт, методики их составления и обновления, вопросы их точности и классификации, а также извлечения из них различной информации о местности.

## История топографических работ
- Детализированные трехмерные макеты (сохранилось очень мало археологических находок) и рисованные планы (не сохранились; только упоминаются) местностей широко применялись в Империи инков в XV—XVI веках на основе системы направляющих секе[1][2], выходящих из столицы Куско. Как указывал в своём докладе[3] (1571) испанский чиновник Поло де Ондегардо в каждом селении империи Инков были свои линии «секе», которые помечали все наиболее важные места и ваки, и чтобы удостовериться в этом, он попросил, чтобы индейцы разных селений нарисовали ему эти линии на бумаге, что они и сделали. Измерение расстояний и площадей производилось с помощью универсальной единицы измерения — тупу.
- Впервые наземные съёмочные работы для изготовления топографических карт начали выполняться в XVI веке, хотя широкое распространение такого вида съёмок на строго научной основе началось в XVIII веке. В Америке первые подробные съёмки были проведены в ходе войны 1812 года.
- Первые съёмки с воздуха (аэрофототопографические съёмки) были выполнены в 1910-е годы в ходе Первой мировой войны.
- Начало космического этапа съёмок пришлось на конец 1960-х годов.

## Методы топографии

### Наземная съёмка
Наземная съёмка применяется преимущественно на таких участках, картографирование которых нерентабельно другими средствами из-за их малой площади или затруднительно по характеру территории (например, гористая или сильно пересеченная местность).
Вначале выполняют мензульную съёмку, производимую целиком в натуре, а затем (особенно в горных районах) — фототеодолитную (наземную фотограмметрическую) съёмку, при которой часть работ ведут на местности с помощью фототеодолита, а часть — камерально на фотограмметрических приборах.
В настоящее время широко применяется тахеометрическая съёмка при помощи электронных тахеометров, особенно при съёмке городских территорий и промышленных объектов с наличием большого количества подземных коммуникаций.

### Аэрофотосъёмка
Аэрофотосъёмка на сегодня является наиболее распространенным приемом создания топографических карт. Существует два её вида:
- при комбинированной съёмке не только аэрофотосъёмочные, но и все топографические работы (построение плановой и высотной основы карты, отрисовка рельефа и дешифрирование на фотоплане предметов и контуров) — выполняются непосредственно на местности;
- при стереотопографической съёмке в полёте производят аэрофотографирование и радиогеодезические работы по созданию съёмочного каркаса карты, на местности строят опорную геодезическую сеть, дешифрируют эталонные участки и инструментально наносят не отобразившиеся на аэроснимках объекты; остальные же процессы изготовления карты (построение фотограмметрических сетей, стереоскопическую рисовку рельефа и дешифрирование изображений) — осуществляют в ходе камеральных работ.

### Спутниковая съёмка
Материалы спутниковой съёмки находят применение при изготовлении обзорно-топографических и мелкомасштабных топографических карт преимущественно для неосвоенных и малоизученных территорий, а также служат для выявления территорий, создание крупномасштабных карт которых с помощью аэрофотосъёмки должно быть проведено в первую очередь.
Относительно новой областью применения космической съёмки является создание с помощью радаров и сонаров, установленных на спутниках, т. н. цифровых моделей рельефа местности (в виде матрицы высот) — формализованных её моделей, представленных координатами и характеристиками точек местности, записанными в цифровой форме для последующей обработки на ЭВМ. Эти модели служат двум целям:
- как дополнение обычных карт данными, не выражающимися при графическом или фотографическом воспроизведении местности;
- для особого выделения типов территорий или объектов, показанных на картах, что существенно при решении таких задач, как прокладка трасс каналов, дорог и трубопроводов, выборе участков под водохранилища, аэродромы и др.

## Автоматизация топографических работ
Современный этап развития топографии характеризуется широким внедрением компьютерной обработки в процесс создания топографических карт. Наиболее перспективная область — автоматическое распознавание информации с аэроснимков (дешифрирование объектов) с помощью ЭВМ, дальнейшая её классификация и построение на её основе GIS-систем.

## Топография в других областях
В более широком смысле топография подразумевает изучение не только рельефа, но любых других особенностей исследуемой территории или объекта. Например, в нейровизуализации при картировании мозга используется ЭЭГ-топография. Топография роговицы, или корнеотопография (в офтальмологии), используется как метод картирования кривизны поверхности роговицы.
При рентгеноструктурном анализе в ходе процесса рентгеновской топографии получают рентгенограммы (топограммы), показывающие дефекты в кристаллах — блоки и границы структурных элементов, дефекты упаковки, дислокации, скопления атомов примесей, деформации и др.